# Statsepizootolog
Statsepizootolog är en högre tjänst som endast finns vid Statens veterinärmedicinska anstalt (SVA), och som enligt myndighetens instruktion ska ansvara för frågor som rör epizootiska och andra allvarliga infektionssjukdomar på djur. Beslut om anställning som statsepizootolog tas av regeringen efter förslag från myndigheten, som i detta även samråder med Jordbruksverket. Tjänsten inrättades 1965, och är i SVA:s organisation även chef för Avdelningen för epidemiologi, sjukdomsövervakning och riskvärdering.
Statsepizootologen leder SVA:s krisorganisation i händelse av allvarlig smittsam sjukdom som berör djur.
För att komma ifråga som statsepizootolog krävs att man är legitimerad veterinär och har disputerat i ett ämne som är lämpligt för tjänsten, t.ex. mikrobiologi eller epidemiologi. Tjänsteinnehavaren ska ha en vetenskaplig meritering motsvarande professor.

## Innehavare
| År        | Innehavare         |
| --------- | ------------------ |
| 1965—1966 | Olle Ljungberg, tf |
| 1966—1968 | Ingmar Månsson     |
| 1968—1982 | Göran Hugoson      |
| 1982—2003 | Martin Wierup      |
| 2003—2006 | Anders Engvall     |
| 2006—2016 | Marianne Elvander  |
| 2016—2019 | Ann Lindberg       |
| 2019-2020 | Karl Ståhl, tf     |
| 2020-     | Karl Ståhl         |